# Вакориха
Вакориха — упразднённая деревня в Сокольском районе Вологодской области.
Входила в состав Биряковского сельского поселения, с точки зрения административно-территориального деления — в Биряковский сельсовет. Расположена к югу от автодороги А123.
Расстояние по автодороге до районного центра Сокола — 120 км, до центра муниципального образования Бирякова — 20 км. Ближайшие населённые пункты — Борщовка, Никольская, Большая.
По данным переписи в 2002 году постоянного населения не было.
Упразднена 21 марта 2021 года.